# William Stukeley

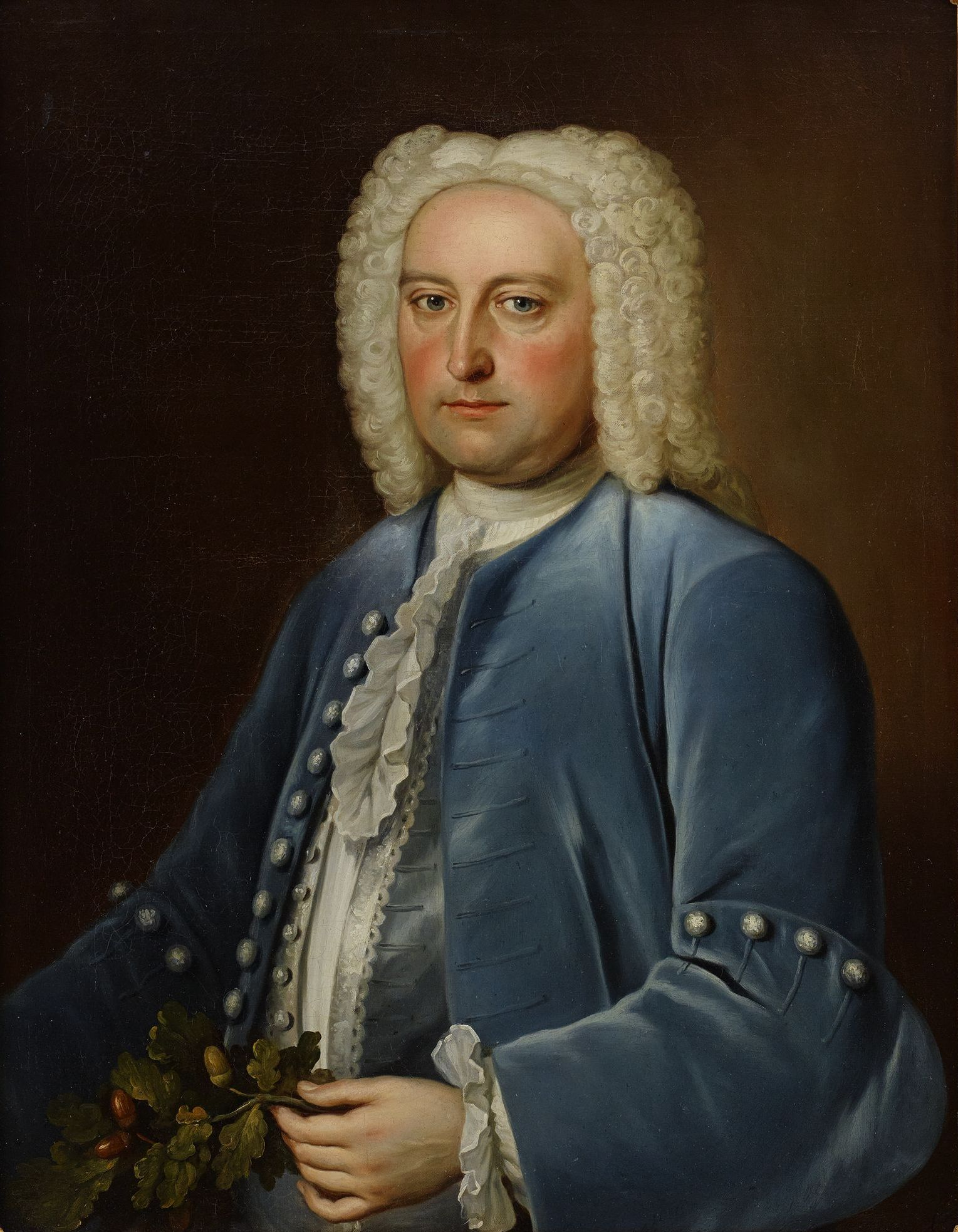
William Stukeley

William Stukeley, FRS, FRCP, FSA, (* 7. November 1687 in Holbeach, Lincolnshire; † 3. März 1765 in London) war ein britischer Altertumsforscher („Antiquar“) aus Yorkshire.

## Leben
Er wurde in Stukeley Hall in Holbeach in Lincolnshire als Sohn eines Rechtsanwalts geboren. Er erhielt seinen M. B. von Corpus Christi College, Cambridge und studierte anschließend Medizin am St Thomas’ Hospital in London. 1710 gründete er eine Praxis in Boston, Lincolnshire, siedelte aber 1717 nach London über. 1717 wurde er zum Mitglied der Royal Society gewählt, 1718 zum Mitglied der Society of Antiquaries of London, deren Schriftführer er neun Jahre lang war. 1719 erhielt er den M. D. und 1720 wurde er Mitglied des Royal College of Physicians.
Stukeley war ein Freund von Isaac Newton und veröffentlichte 1752 dessen Biographie. Auf diese geht die berühmte, später ausgeschmückte Apfelanekdote zurück. Stukeley berichtet in Memoirs of Sir Isaac Newton's life von einem Gespräch mit Newton im Jahr 1722:
Nach dem Abendessen, das Wetter war warm, gingen wir in den Garten und tranken Tee im Schatten einiger Apfelbäume, nur er und ich. Mitten in einem anderen Diskurs, sagte er mir, habe er sich gerade in der gleichen Situation befunden, als ihm die Idee der Gravitation in den Sinn kam. „Warum sollte dieser Apfel immer senkrecht zu Boden fallen“, dachte er bei sich selbst: Anlass war der Fall eines Apfels, als er in nachdenklicher Stimmung war: „Warum sollte er nicht seitwärts oder aufwärts gehen, sondern beständig zum Erdzentrum? Sicher, der Grund ist, dass die Erde ihn anzieht, es muss eine Anziehungskraft der Materie geben, und die Summe der Anziehungskraft der Materie der Erde muss im Erdzentrum liegen, nicht an irgendeiner Seite. Deshalb fällt dieser Apfel senkrecht oder gegen das Zentrum, wenn Materie Materie anzieht, muss sie proportional zu ihrer Quantität sein, darum zieht der Apfel die Erde und die Erde den Apfel an.“

## Methoden
Stukeley führte Ausgrabungen durch, er scheint dabei als erster Profile angelegt und dokumentiert zu haben. Er beschrieb und dokumentierte den Stonehenge-cursus und interpretierte ihn als römische Wagenrennbahn. Zwar zeigen seine Zeichnungen ein gerades Ende, doch beschreibt er es als konvex, „wie das Ende eines römischen Zirkus’“. Das Langbett am Ende des Cursus interpretierte er als Richtertribüne. Stonehenge selber übersah die Mitte der Rennbahn und bot einen guten Aussichtspunkt auf „[…] die weite Ebene und die Masse der Rennwagen, Reiter und Fußgänger […]“. Auch Dyke Hills (Dorchester) und Raw Dykes (Leics.) sah er als Rennbahnen an, sie werden heute als Wälle eines Oppidums bzw. römische Wasserleitung interpretiert.
Einige der von ihm eingeführten Begriffe, wie „cursus“ und „cove“ sind heute noch in der britischen Archäologie gebräuchlich.

## Werke
- Stonehenge, a temple restor’d to the British Druids, 1740 (Stukeley’s ‘Stonehenge’: an unpublished manuscript, 1721–1724/edited by Aubrey Burl and Neil Mortimer, New Haven; London: Yale University Press 2005).
- Palæographia sacra. Or discourses on sacred subjects, 1736
- Itinerarium curiosum: or, An account of the antiquities, and remarkable curiosities in nature or art, observed in travels through Great Britain. 2. Ausgabe, London, Baker & Leigh, 1776. Neupublikation Farnborough: Gregg 1969 (eingeschränkte Vorschau in der Google-Buchsuche)
- The Philosophy of Earthquakes, Natural and Religious. Or an Inquiry into their Cause, and their Purpose, London 1750, Printed for C. Corbet over-against St. Dunstan’s Church, Fleetstreet (eingeschränkte Vorschau in der Google-Buchsuche)